# Naiaden

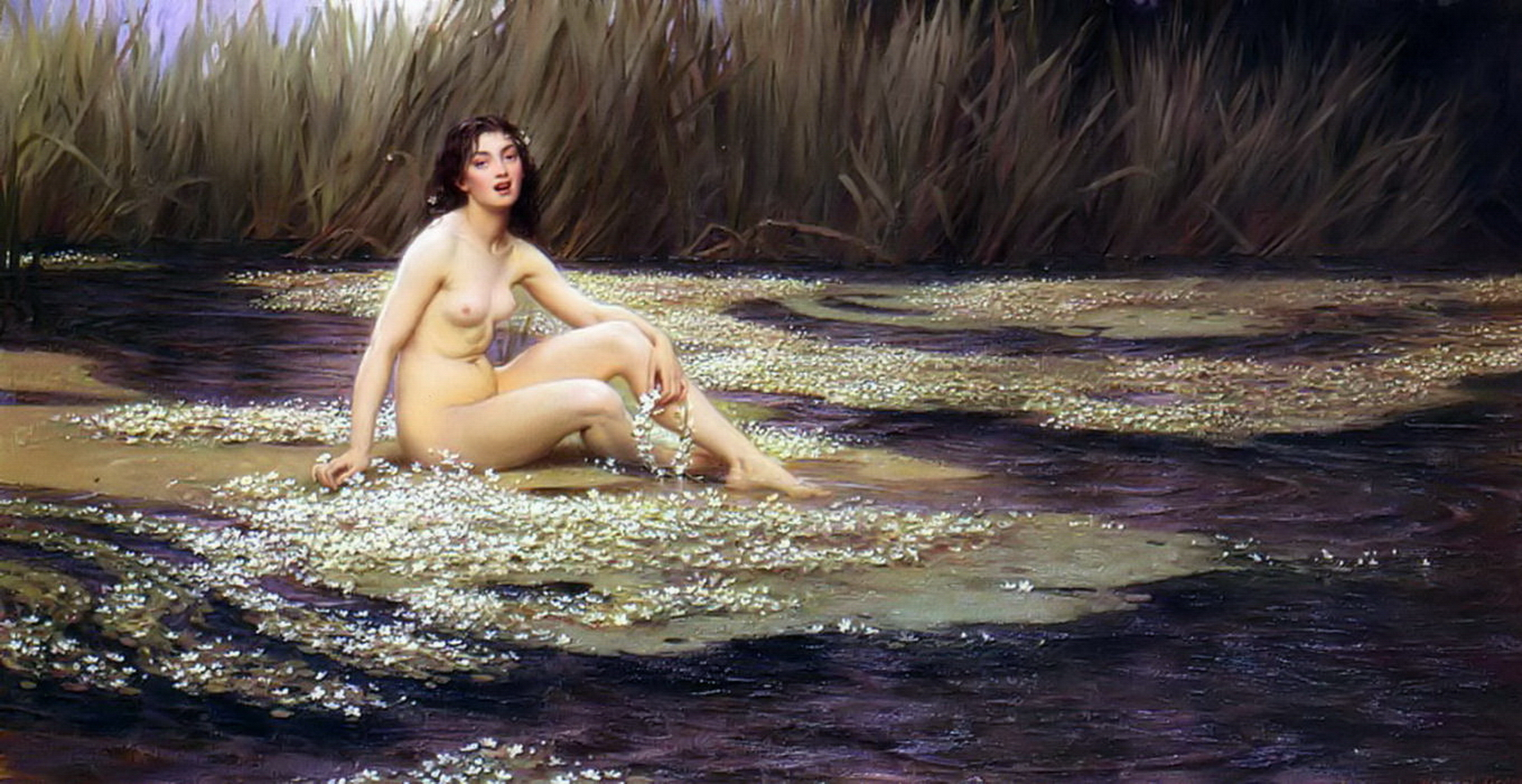
De waternimf door Herbert James Draper (1908)

De naiaden (Oudgrieks: Ναϊάδες, Naïádes, van het werkwoord νάω, vloeien) zijn in de Griekse mythologie waternimfen, en waarschijnlijk dochters van de potamiden, de riviergoden. Ze personifieerden en bewaakten volgens de Grieken alle rivieren, meren, moerassen, fonteinen en bronnen. De Naiaden zijn vooral verwant aan het zoete water, hoewel er overlappingen zijn met de Oceaniden.

## Typen naiaden
- Crinaeae (fonteinen)
- Eleionomae (moerassen)
- Limnaden (meren)
- Pegaeae (bronnen)
- Potamiden (rivieren)

## Bekende naiaden
- Abarbarea
- Aegle
- Castalia
- Creüsa
- Eurydice
- Harmonia
- Lilaea
- Melite
- Nomia
- Periboea
- Syrinx

## Afbeeldingen

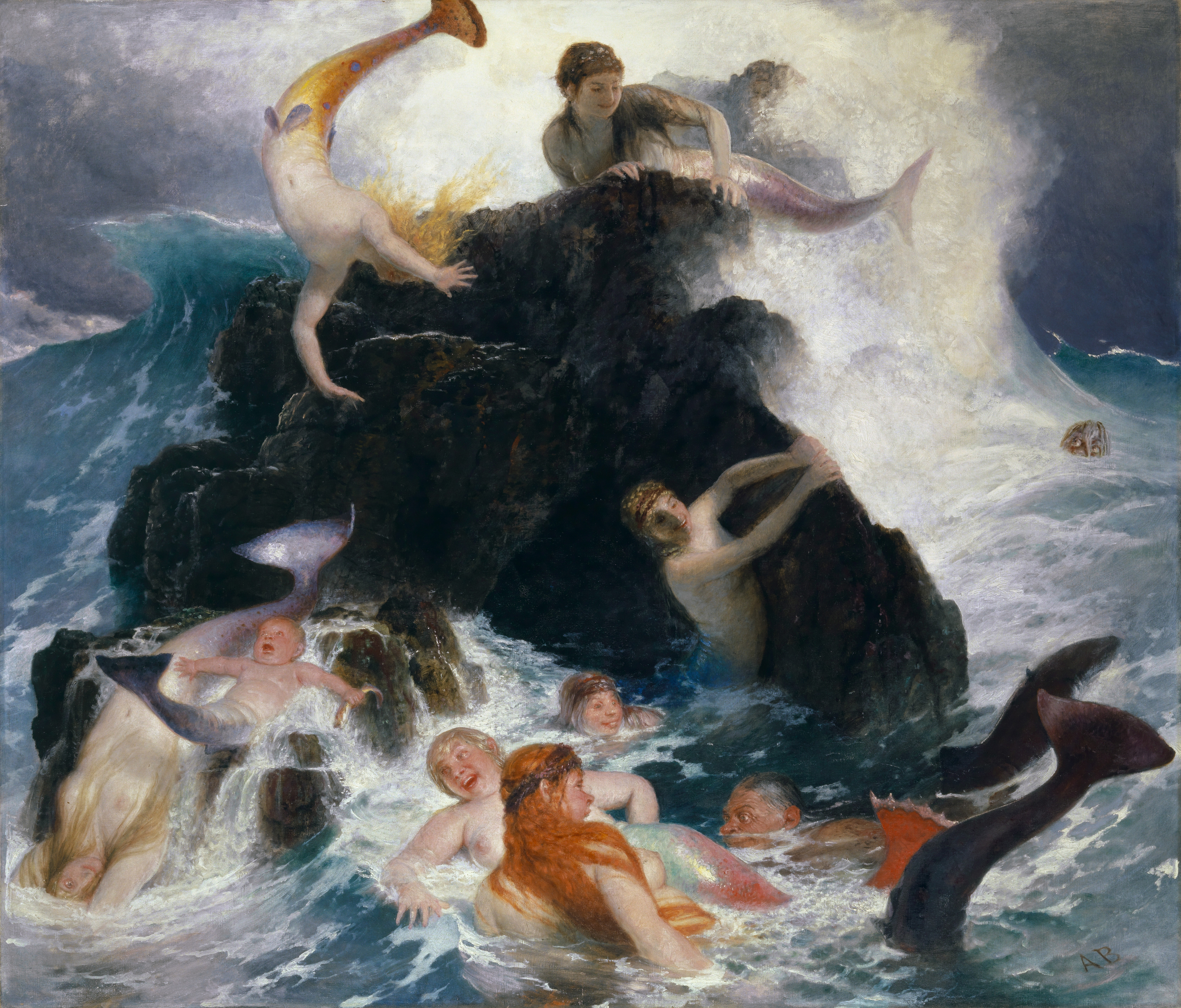
Het spel van de Naiaden door Arnold Böcklin
Een naiade door John William Waterhouse
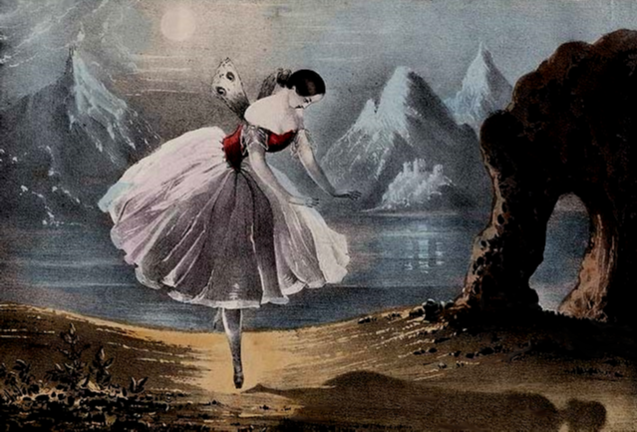
Ondine, ou La Naïade